# Фремье, Софи
Софи Фремье (Рюд) (фр. Sophie Fremiet, также фр. Frémiet; 16 июня 1797, Дижон — 4 декабря 1867, Париж) — французская художница-портретистка, жена скульптора Франсуа Рюда.

## Биография
Софи Фремье родилась в 1797 году в Дижоне. Её дед с материнской стороны, Луи-Габриэль Монье, был первым хранителем Дижонского музея изящных искусств. Отец, Луи Фремье, также увлекался искусством и был близок к интеллектуальным и артистическим кругам. Так, он поддерживал молодого скульптора Франсуа Рюда, помогал ему материально и часто приглашал к себе. Первые уроки живописи Софи получила у Анатоля Девожа, сына художника Франсуа Девожа, с которым был дружен её дед. Сам Анатоль был учеником Давида и основателем Дижонской художественной школы.
В годы реставрации Бурбонов отец Софи, ярый бонапартист, был вынужден покинуть Францию. Он поселился в Брюсселе, куда за ним последовал и его протеже Франсуа Рюд. Софи в Брюсселе поступила в обучение к Давиду, также находившемуся в то время в изгнании. Учитель высоко ценил талант Софи и доверял ей делать копии своих работ. Она также принимала участие в выставках в Брюсселе и в Антверпене. В 1818 году Софи выставила в Брюссельском салоне два портрета; первый настоящий успех ей принесла в 1820 году картина «Прекрасная Антия».
В 1821 году Софи Фремье вышла замуж за Франсуа Рюда. В 1822 году у них родился сын Амедей (умерший в 1830 году в Париже). В Брюсселе Софи писала портреты, мифологические сцены и картины религиозного содержания. Она также получила ряд заказов, в том числе на картины для дворца в Тервюрене, аллегорические фигуры для библиотеки герцога д’Аренберга и пр..
В 1826 году Франсуа Рюд принял решение вернуться в Париж. Он создавал скульптурные портреты великих людей Франции; Софи также обратилась к исторической живописи. Но её излюбленным жанром оставался портрет, причём тёплый, романтический стиль её портретов контрастирует со строгим академизмом исторических и религиозных картин художницы. Писала она в основном друзей, знакомых и членов семьи, но также выполняла заказы парижской и провинциальной буржуазии.
С 1832 по 1836 год Рюд работал над скульптурным оформлением парижской Триумфальной арки. Для фигуры, известной как Марсельеза, позировала Софи.
В 1855 году Франсуа Рюд умер. Овдовевшая Софи много сделала для сохранения памяти и наследия супруга. В 1867 году она была похоронена рядом с ним на кладбище Монпарнас.